# Jasper Spanning
Jasper Spanning (født 30. august 1987) er en dansk filmfotograf. Han er uddannet fra Den Danske Filmskole i 2015. Spanning har været fotograf på flere film og tv-serier.[kilde mangler]